# Erin Aldrich
Erin Marie Aldrich (Dallas, 27 dicembre 1977) è un'ex pallavolista e altista statunitense.

## Carriera
La carriera da pallavolista ed atleta di Erin Aldrich inizia nel 1996, quando gareggia per l'Università dell'Arizona. Già nel 1997 decide di trasferirsi alla University of Texas at Austin, per seguire i programmi sportivi dell'università texana.
Nel 1998 è all'Università del Texas quando salta 1,97 m, attirando l'attenzione del salto in alto mondiale.
In questa disciplina l'Aldrich ha vinto 4 titoli di college ed ha partecipato alla XXVII Olimpiade di Sydney nel 2000, dove è stata 14ª in qualificazione con 1,85 m. Ha partecipato anche ai Mondiali di Helsinki del 2005 concludendo la qualificazione al 15º posto, con 1,88 m.
È stata anche nazionale di volley dal 2001 al 2003 sotto la guida di Toshi Yoshida, che però non l'ha portata alle Olimpiadi di Atene 2004. Approda allora in Italia, prima alla Nuova San Giorgio Pallavolo Sassuolo, poi a Reggio Emilia, dove la squadra retrocede, poi nella squadra di Jesi ed poi è ad Altamura, matricola di A1. Nel 2006 torna per un breve periodo in nazionale.
Nel 2007 si trasferisce alle NEC Red Rockets in Giappone, ma a causa di diversi infortuni la sua stagione diventa complicata. Sempre a causa di infortuni, è inattiva dal 2008 sia nella pallavolo che nel salto in alto.

## Palmarès

### Nazionale (competizioni minori)
- Coppa panamericana 2003
- Giochi panamericani 2003

## Palmarès atletica
| Anno | Manifestazione    | Sede     | Evento        | Risultato      | Prestazione | Note |
| ---- | ----------------- | -------- | ------------- | -------------- | ----------- | ---- |
| 1996 | Mondiali juniores | Sydney   | Salto in alto | 4ª             | 1,88 m      |      |
| 1997 | Mondiali          | Atene    | Salto in alto | 22ª (q)        | 1,80 m      |      |
| 2000 | Giochi olimpici   | Sydney   | Salto in alto | 26ª (q)        | 1,85 m      |      |
| 2001 | Universiadi       | Pechino  | Salto in alto | 4ª             | 1,88 m      |      |
| 2001 | Mondiali          | Edmonton | Salto in alto | Qualificazione | nm          |      |
| 2005 | Mondiali          | Helsinki | Salto in alto | 17ª (q)        | 1,88 m      |      |
| 2007 | Mondiali          | Osaka    | Salto in alto | 24ª (q)        | 1,88 m      |      |